# ستيفن هايلز
ستيفن هايلز (بالإنجليزية: Stephen Hales)‏ (17 سبتمبر 1677 - 4 يناير 1761) كان أحد رجال الدين الإنجليز الذي قاموا بمساهمات كبيرة في مجموعة من المجالات العلمية، بما في ذلك علم النبات وعلم الكيمياء الهوائية وعلم وظائف الأعضاء، وكان أول شخص يقيس ضغط الدم. وقد اخترع العديد من الأجهزة، بما في ذلك جهاز التنفس الصناعي وحوض الهواء المضغوط والملاقط الجراحية المُخصصة لإزالة الحصوات المثانية. بالإضافة إلى هذه الإنجازات، كان محبًا لفعل الخير وكتب منشورًا شعبيًا عن إفراط الكحول.

## حياته
وُلد ستيفن هايلز في بيكسبورن في كنت في إنجلترا. كان الابن السادس لتوماس هايلز، وريث البارونية في بيكسبورن وبرايمور، وزوجته ماري (اسم الولادة وود)، وكان واحدًا من اثني عشر طفلًا أو ربما ثلاثة عشر. توفي توماس هايلز (في عام 1692)، والده المتوفي السير روبرت هايلز؛ ولذلك نجح حفيد السير روبرت، السير توماس هايلز، البارونيت الثاني (شقيق ستيفن هايلز) في خلافة البارونة في ديسمبر عام 1693.
تلقى هايلز تعليمه في كينغستون ثم في أوربينجون قبل التحاقه بكلية كوربوس كريستي في كامبريدج عام 1696 (أو سانت بنديكت كما عُرفت في ذلك الوقت). وحصل على شهادته في الأدب الكلاسيكي والرياضيات والعلوم الطبيعية والفلسفة أثناء وجوده في كامبريدج على الرغم من أنه كان طالب من الدرجة الكهنوتية يدرس اللاهوتية.
قُبل هايلز في منحة في كوربوس كريستي عام 1703، وهو نفس العام الذي حصل فيه على درجة الماجستير في الآداب، وحتّم عليه الكهنوت منصب الشماس في بوكدن (كامبريدجشير). وقد واصل دراسته اللاهوتية وغيرها من الدراسات في كامبريدج، حيث أصبح صديقًا لويليام ستوكلي الذي كان يدرس الطب. حضر محاضرات الكيمياء التي كتبها جيوفاني فرانسيسكو فيجاني أثناء وجوده في كامبريدج. من المُفترض أن تاريخ اهتمامه بعلم الأحياء وعلم النبات وعلم وظائف الأعضاء يعود لذلك الوقت.
عُين في عام 1709 كاهنًا في فولهام، وفي 10 أغسطس من نفس العام كاهنًا دائمًا لأبرشية تدينغتون في ميدلسكس، وغادر كامبريدج، بالرغم من أنه احتفظ بمنحته حتى عام 1718. حصل على بكالوريوس في اللاهوت في عام 1711. أمضى بقية حياته في تدينغتون، باستثناء بعض الزيارات العرضية إلى أبرشياته الأخرى.

## أعماله
اشتهر هايلز «بمقالاته الإحصائية». يحتوي المجلد الأول «إحصائيات الخضراوات (1727)» على سرد للتجارب المُجراة في فيزيولوجيا النباتات وكيمياء الهواء؛ وترجم إلى الفرنسية جورج دي بوفون في عام 1735. يصف المجلد الثاني «إحصائيات الدم (1733)» التجارب المُجراة على فيزيولوجيا الحيوانات بما في ذلك قياس «قوة الدم» أي ضغط الدم.

### فيزيولوجيا النباتات وكيمياء الهواء

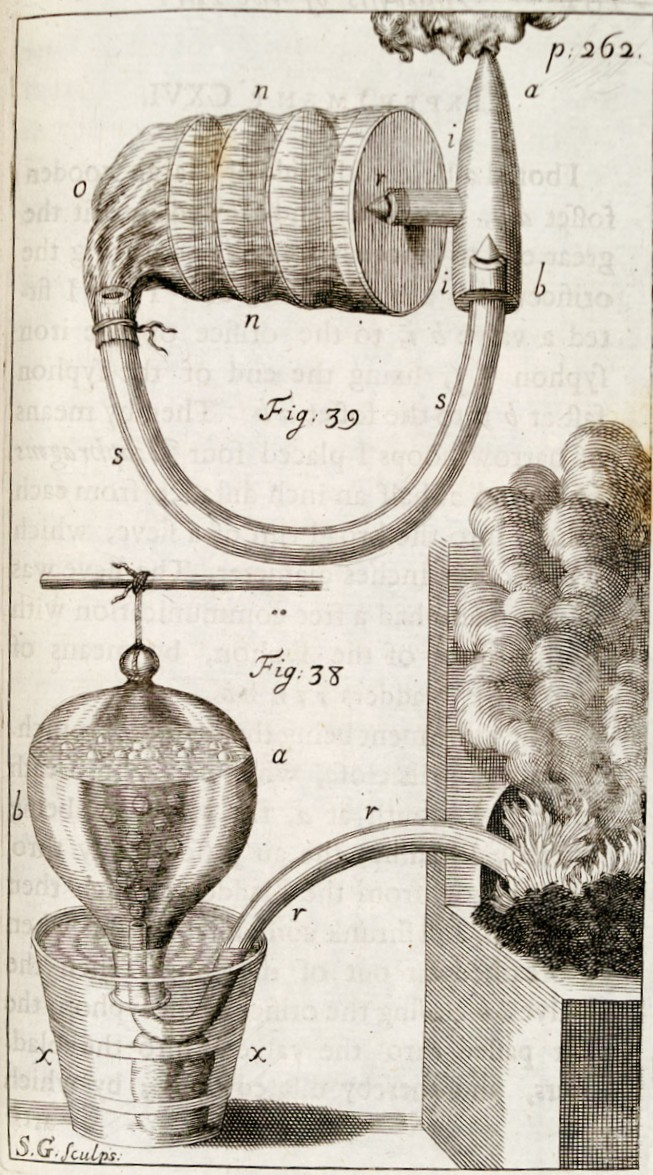
صفحة من أحد مؤلفات هايلز

درس هايلز في مجلد إحصائيات الخضراوات، النتح -فقدان الماء من أوراق النباتات-، وقدر مساحة سطح أوراق النباتات وطولها ومساحة سطح الجذور. وهو الأمر الذي سمح لهايلز بمقارنة التدفق المحسوب للمياه في النباتات مع كمية المياه التي تغادر النبتة بواسطة النتح عبر الأوراق. قام أيضًا بقياس «قوة النسغ» أو الضغط الجذري. علّق هايلز قائلًا: «من المحتمل جدًا أن أوراق النباتات تستخلص جزءًا من غذائها من الهواء». كوّن هايلز في نفس المجلد نظرية التماسك لحركة المياه في النباتات. وبما أن أفكاره لم تكن مفهومة في ذلك الوقت، فهو لم يؤثر على الجدال القائم في القرن التاسع عشر حول كيفية انتقال المياه ضمن النباتات. وتكهن أيضًا أن النباتات تستخدم الضوء كمصدر طاقة من أجل النمو (أي التركيب الضوئي)، بنًاء على اقتراح إسحاق نيوتن بأن «الأجسام العيانية والضوء» قد تكون قابلة للتحويل.
وصف في هذا المجلد أيضًا التجارب التي كشفت أن «..الهواء يدخل النباتات بحُرية، ليس فقط عبر الطريق الرئيسي للتغذية من الجذور، ولكن أيضًا من خلال سطح جذوعها وأوراقها».
اعتُرف بأهمية أعمال هايلز في مجال الكيمياء الهوائية من قِبل أنطوان لافوازييه، مُكتشف الأوكسجين، على الرغم من أنها كانت تبدو بدائية وفقًا للمعايير الحديثة. يُعد اختراع هايلز لحوض الهواء المضغوط المُخصص لجمع الغازات الموجودة فوق المياه بمثابة تقدم تقني كبير. استخدم كل من ويليام براونريغ وهنري كافنديش وجوزيف بريستلي أشكالًا معدلة لحوض الهواء المضغوط في بحثهم.

### فيزيولوجيا الحيوان
بدأ هايلز عمله في فيزيولوجيا الحيوان مع ويليام ستوكلي أثناء وجوده في كامبريدج، على الرغم من أن الكثير من هذا العمل لم يُنشر إلا بعد ظهور «إحصائيات الخضراوات». أجرى هايلز وستوكلي مجموعة واسعة من الدراسات، بما في ذلك صنع قوالب من القصبات والشعب الهوائية للكلاب باستخدام الرصاص المنصهر وقياس الماء المفقود بسبب التنفس.
عمله الأكثر شهرة، هو قيام هايلز بإجراء قياسات لضغط الدم في عدة أنواع حيوانية، عن طريق إدخال أنابيب دقيقة في شرايينها وقياس الطول الذي ارتفع إليه عمود الدم. وصف هايلز أيضًا آثار النزيف والصدمة النزفية، عن طريق استنزاف الحيوانات ومصاحبته بقياس ضغط الدم.
وصف هايلز مجموعة متنوعة من الأعمال في مجلد إحصائيات الدم، بما في ذلك محاولاته للعثور على المواد التي يمكن استخدامها لحل الحصوات المثانية والحصيات. علمًا أن هذا الهدف لم يكن ناجحًا، ولكنه كجزء من هذا العمل طور قسطرة المثانة ذات التجويف المزدوج واخترع ملقط خاص لإزالة الحصوات المثانية.

## روابط خارجية
- ستيفن هايلز على موقع الموسوعة البريطانية (الإنجليزية)
- ستيفن هايلز على موقع إن إن دي بي (الإنجليزية)